# Ivo Iličević
Ivo Iličević [iʋɔ ilitʃɛʋitɕ] (* 14. November 1986 in Aschaffenburg, Deutschland) ist ein ehemaliger kroatischer Fußballspieler.

## Karriere

### Vereine

#### Jugend
Iličević wurde mit sechs Jahren von seinem Bruder zum Fußball mitgenommen und spielte anschließend acht Jahre beim SV Viktoria Aschaffenburg in der Jugend. Er wechselte 2004 in die A-Jugend vom SV Darmstadt 98.

#### SV Darmstadt 98
In der Winterpause der Saison 2004/05 schaffte er den Sprung in die erste Mannschaft der Darmstädter, die damals in der Regionalliga spielte. Unter Trainer Bruno Labbadia entwickelte sich Iličević zum Stammspieler und gab sein Debüt am 24. März 2005 (20. Spieltag) beim 3:0-Heimsieg über den SC Pfullendorf; er erzielte hierbei den 1:0-Führungstreffer. In zwei Spielzeiten absolvierte er 44 Spiele und erzielte acht Tore.

#### VfL Bochum
Zur Saison 2006/07 wechselte Iličević zum Bundesligisten VfL Bochum. Er unterschrieb einen Vierjahresvertrag bis Juni 2010. Am 12. August 2006 (1. Spieltag) bei der 1:2-Niederlage im Auswärtsspiel gegen den 1. FSV Mainz 05 gab er sein Debüt für den VfL, als er in der 57. Minute für Oliver Schröder eingewechselt wurde. Sein erster Bundesligatreffer am 24. September 2006 (5. Spieltag) war zugleich der 2:1-Siegtreffer über Arminia Bielefeld.

#### Leihe nach Fürth und Wechsel nach Kaiserslautern
In der Winterpause 2007/08 wurde er zunächst an den Zweitligisten Greuther Fürth ausgeliehen, dann zur Saison 2009/10 an den 1. FC Kaiserslautern, der ihn im Juni 2010 vertraglich an sich band. War er in der Saison 2009/10 noch vermehrt als Einwechselspieler zum Einsatz gekommen, steigerte sich Iličević in seinem zweiten Jahr maßgeblich. Mit den Pfälzern gelang der Aufstieg in die Bundesliga, in der er am 21. August 2010 (1. Spieltag) beim 3:1-Sieg in Köln den Schlusstreffer erzielte. Während der Hinrunde schoss er vier weitere Tore, steuerte fünf Vorlagen bei und entwickelte sich zu einem der Leistungsträger innerhalb der Mannschaft.

#### Hamburger SV
Am 31. August 2011 verpflichtete der Hamburger SV Iličević. Er unterschrieb einen Vierjahresvertrag bis zum 30. Juni 2015 und erhielt die Rückennummer 11. Da er in seinem letzten Spiel für den 1. FC Kaiserslautern eine Rote Karte gesehen hatte und sich sofort verletzte, verzögerte sich sein Debüt für den Hamburger SV. Am 16. Oktober 2011 kam er im Spiel gegen den SC Freiburg per Einwechslung in der 66. Minute zu seinem Debüt für den HSV und erzielte das 2:1-Siegtor in der 74. Minute. In seiner ersten Saison spielte er aufgrund diverser Verletzungen, u. a. einem Muskelfaserriss, nur 18-mal und erzielte zwei Tore.
In der Saison 2012/13 erlitt er Ende September 2012 einen Muskelfaserriss im Spiel gegen Hannover 96 (2:1), weshalb er für rund sieben Wochen ausfiel. Nachdem Iličević dreimal ohne Einsatz im Kader geblieben war, gab er sein Comeback am 15. Dezember 2012 (17. Spieltag) im Spiel gegen Bayer 04 Leverkusen (0:3). In der Rückrunde fiel er aufgrund einer Bauchmuskelzerrung mehr als zehn Wochen aus und bestritt vor seiner Rückkehr in die Mannschaft eine Partie für die zweite Mannschaft des Vereins. In dieser Saison kam er nur zu acht Einsätzen und einem Tor. Auch in der Saison 2013/14 kam er erst ab dem 10. Spieltag zum Einsatz, spielte danach aber regelmäßig und erzielte drei Treffer in 18 Spielen.
In der Hinrunde der Saison 2014/15 kam Iličević in den ersten beiden Spielen unter Mirko Slomka zu zwei Startelfeinsätzen. Ansonsten blieb ihm das Verletzungspech weiterhin treu. Unter Josef Zinnbauer, der ab dem 4. Spieltag das Team übernahm, kam Iličević zu keinem Einsatz mehr. In der Winterpause reiste er nicht mit dem Team ins Trainingslager nach Dubai, da er bei den sportlichen Planungen des Trainerteams nicht mehr berücksichtigt werden sollte. Nach zwei Einsätzen in der zweiten Mannschaft in der Regionalliga Nord kehrte Iličević am 25. Spieltag in die Startelf des HSV zurück. Dennoch wurde Iličević Ende März 2015 mitgeteilt, dass sein zum Saisonende auslaufender Vertrag nicht verlängert würde. Unter dem neuen Trainer Bruno Labbadia zeigte Iličević gute Leistungen und wurde zu einem wichtigen Spieler im Abstiegskampf. So erzielte er im Relegations-Hinspiel gegen den Karlsruher SC den 1:1-Ausgleichstreffer.
Nachdem der HSV den Klassenerhalt erreicht hatte, wurde sein Vertrag um ein Jahr verlängert. In der Hinrunde der Saison 2015/16 blieb Iličević frei von Verletzungen und absolvierte alle 17 Spiele, in denen ihm zwei Tore gelangen. Im Januar 2016 gab Iličević bekannt, dass er seinen auslaufenden Vertrag nicht verlängern werde.

#### Zeit in Russland und Kasachstan
Nach seinem Vertragsende in Hamburg schloss sich Iličević dem russischen Erstligisten Anschi Machatschkala an. Nach einem halben Jahr, bei dem er in zwölf Spielen zwei Tore erzielte, wechselte er zum FK Qairat Almaty nach Kasachstan.

#### 1. FC Nürnberg
Am 30. Januar 2019 unterschrieb der Mittelfeldspieler einen Vertrag beim deutschen Bundesliga-Aufsteiger 1. FC Nürnberg. Es langte jedoch nur zu drei Kurzeinsätzen, der Club stieg ab und der Vertrag endete im Juli 2019.

### Nationalmannschaft
Sein Debüt für die kroatische U-21-Nationalmannschaft gab er am 30. Mai 2007 gegen eine kroatische Regionalauswahl, gegen die er innerhalb von zwanzig Minuten drei Tore erzielte. In seinem dritten Länderspiel am 6. Juni 2007 markierte er beim 3:2-Sieg gegen Griechenland zwei Treffer.
Am 29. September 2008 wurde Iličević von Slaven Bilić in den Kader der A-Nationalmannschaft für die Qualifikationsspiele zur WM 2010 gegen die Ukraine und Andorra berufen; kam allerdings nicht zum Einsatz. Am 26. September 2010 wurde er erneut für Länderspiele gegen Israel und Norwegen nominiert. Am 12. Oktober gab er sein Nationalteam-Debüt gegen Norwegen. Am 9. Februar 2011 erzielte er mit seinem Treffer zum 4:2-Endstand gegen Tschechien sein erstes Länderspieltor. Aufgrund einer Muskelverletzung konnte Iličević nicht an der Fußball-Europameisterschaft 2012 teilnehmen.

## Privates
Iličević hat vier Geschwister. Sein älterer Bruder Jakov ist ebenfalls Fußballspieler und war mit Ivo zusammen beim 1. FC Südring Aschaffenburg und bei Viktoria Aschaffenburg aktiv.